# Svatá Barbora (Mistr Vyšebrodské madony)
Svatá Barbora (Mistr Vyšebrodské madony) je český obraz z období pozdního krásného slohu kolem roku 1410. Jedná se o patrně nejkvalitnější středověké samostatné zobrazení sv. Barbory v českých zemích. Obraz je vystaven v obrazárně Strahovského kláštera.

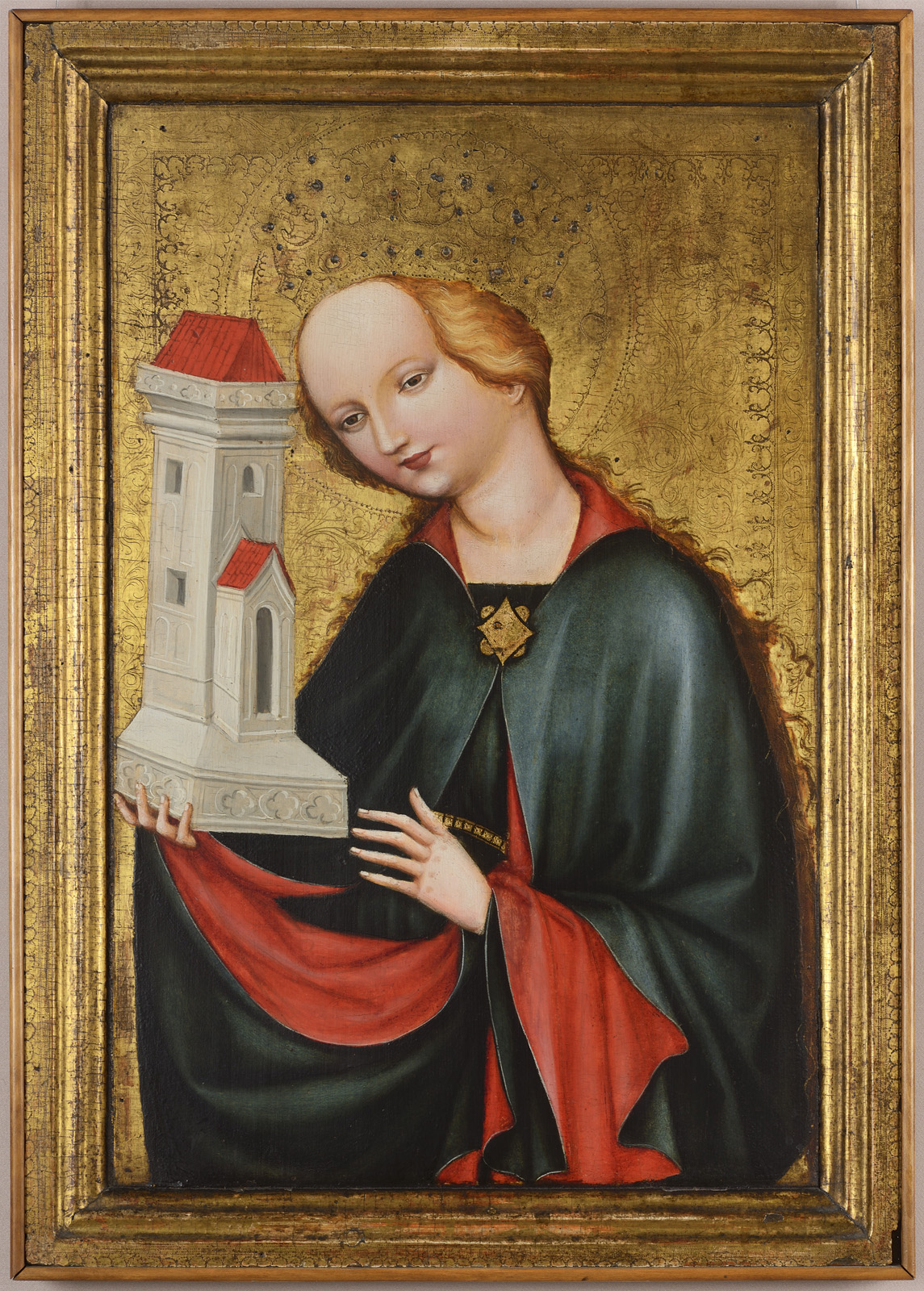
Mistr Vyšebrodské madony: Svatá Barbora, kolem r. 1410, Královská kanonie premonstrátů na Strahově

## Popis a zařazení
Tempera na dřevěné desce 67 x 44 cm, s původním rámem 76 x 53,5 cm. Deska je vyrobena ze dvou nestejně širokých borových prken a potažena hrubým lněným plátnem. Pozadí malby zdobeno zlatou fólií s rytou rozvilinovou kresbou a puncováním. Zadní strana obrazu, který stál volně na oltářní menze nebo mohl být určen k nošení v procesích, je pokryta stříbrnou fólií s rytým ornamentem a lakem napodobujícím zlato. Taková imitace drahých materiálů připomínala relikviářové schránky.
Malba na křídovém podkladě s rytou i černou štětcovou podkresbou je provedena pigmenty s olejovým pojidlem. V místech inkarnátu je malba podložena souvislou poloprůhlednou okrovou barvou a tenkou vrstvou běloby, na níž jsou světla modelována olovnatou bělobou a překryta dalšími lazurními vrstvami s obsahem rumělkově červeného, ultramarínového a karmínového pigmentu. Hluboké stíny jsou omezeny na drobné dotyky tmavohnědou barvou a vzniká tak dojem jisté plochosti modelace. Drapérie je podložena barevnou vrstvou v základním tónu a modelována další barevnou vrstvou do mokrého s příměsí běloby ve světlech a kryta vrchní lazurní vrstvou.
Sv. Barbora v zeleném plášti s červeným rubem a zeleném spodním šatě drží v pravé ruce svůj atribut - bílou věž. Obraz představuje syntézu kultivovaného a jemného malířského provedení inkarnátu a vlasů a citlivě modelované drapérie s grafickým principem, jímž je podáno puncované a ryté zlaté pozadí, agrafa pláště a zlatý pásek. Je dílem malíře, který těsně navazuje na klasickou fázi krásného slohu Mistra Třeboňského oltáře a vyznačuje se zvláštním typem štíhlých postav s kultivovaným výrazem, spojujícím duchovní i smyslovou stránku života.
Tvář sv. Barbory typově navazuje na sv. Kateřinu z Třeboňského oltáře a Madonu roudnickou, ale objem je více rozložen do plochy, provedení je zběžnější a typ tváře má "kočkovitou" podobu.. Jde o vědomé odživotnění výrazu a abstrakci, která vytváří přísný kompoziční a tvarový řád a zintenzivňuje smyslovost. Uvolnění kompozice roucha a motivické zjednodušení a oproštění od dekorativnosti odlišuje obraz od starší fáze krásného slohu.
Mistr Vyšebrodské madony patrně působil v Praze a byl současníkem Mistra Rajhradského oltáře.

### Restaurování obrazu
Současná podoba obrazu je výsledkem restaurování, které provedl Mojmír Hamsík roku 1958 v Národní galerii. Obraz byl v 19. století silně přemalován a koruna světice doplněna skleněnými napodobeninami drahokamů, ale jeho původní podoba se zachovala ve velmi dobrém stavu. Podle Pešiny i Hamsíka je strahovská sv. Barbora technologií shodná s Madonou vyšebrodskou a patrně vznikla v téže dílně.

### Příbuzná díla
- Madona vyšebrodská[15]
- Madona svatotrojická
- Madona vratislavská (před pol. 15. století, 94 x 74,5 cm, Muzeum narodowe Wroclaw)[16]